# Sangiaccato di Novi Pazar
Il sangiaccato di Novi Pazar (serbo: Новопазарски санџак Novopazarski sandžak; albanese: Sanxhaku i Tregut të Ri; turco: Yeni Pazar sancağı) era un sangiaccato dell'Impero ottomano, che cessò di esistere con le guerre balcaniche del 1912-1913.
Esso coincide all'area tuttora nota come Sangiaccato, suddivisa tra Serbia e Montenegro.

## Geografia

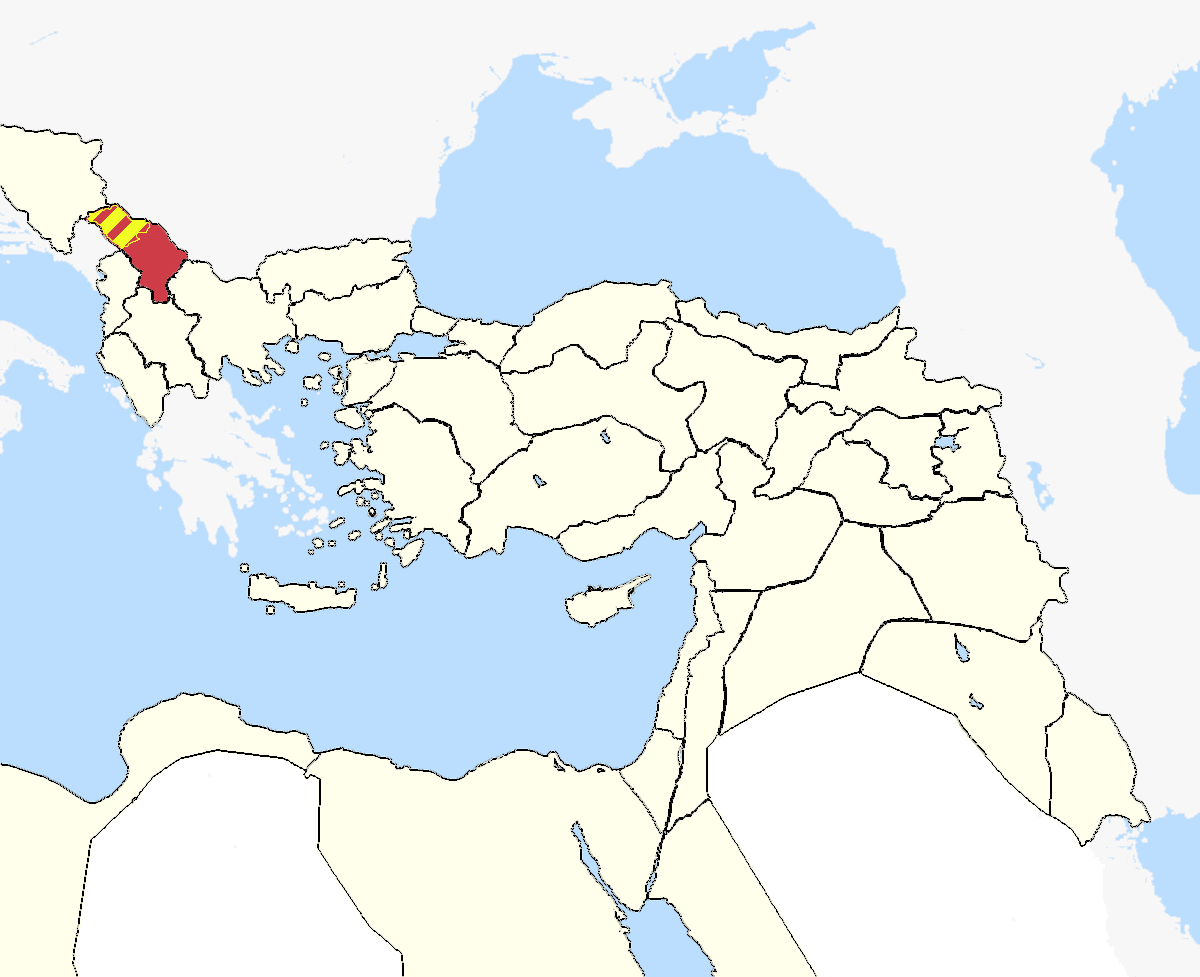
L'Impero ottomano intorno al 1900: in rosso il vilayet del Kosovo, striato il sangiaccato di Novi Pazar.

Il suo territorio fece parte dapprima del vilayet di Bosnia, poi del vilayet del Kosovo.
Esso comprendeva gran parte dell'attuale regione detta Sangiaccato, ora divisa tra Serbia e Montenegro, e dell'attuale Kosovo del Nord (l'area attorno a Kosovska Mitrovica).

## Storia

Bandiera degli albanesi del Sangiaccato

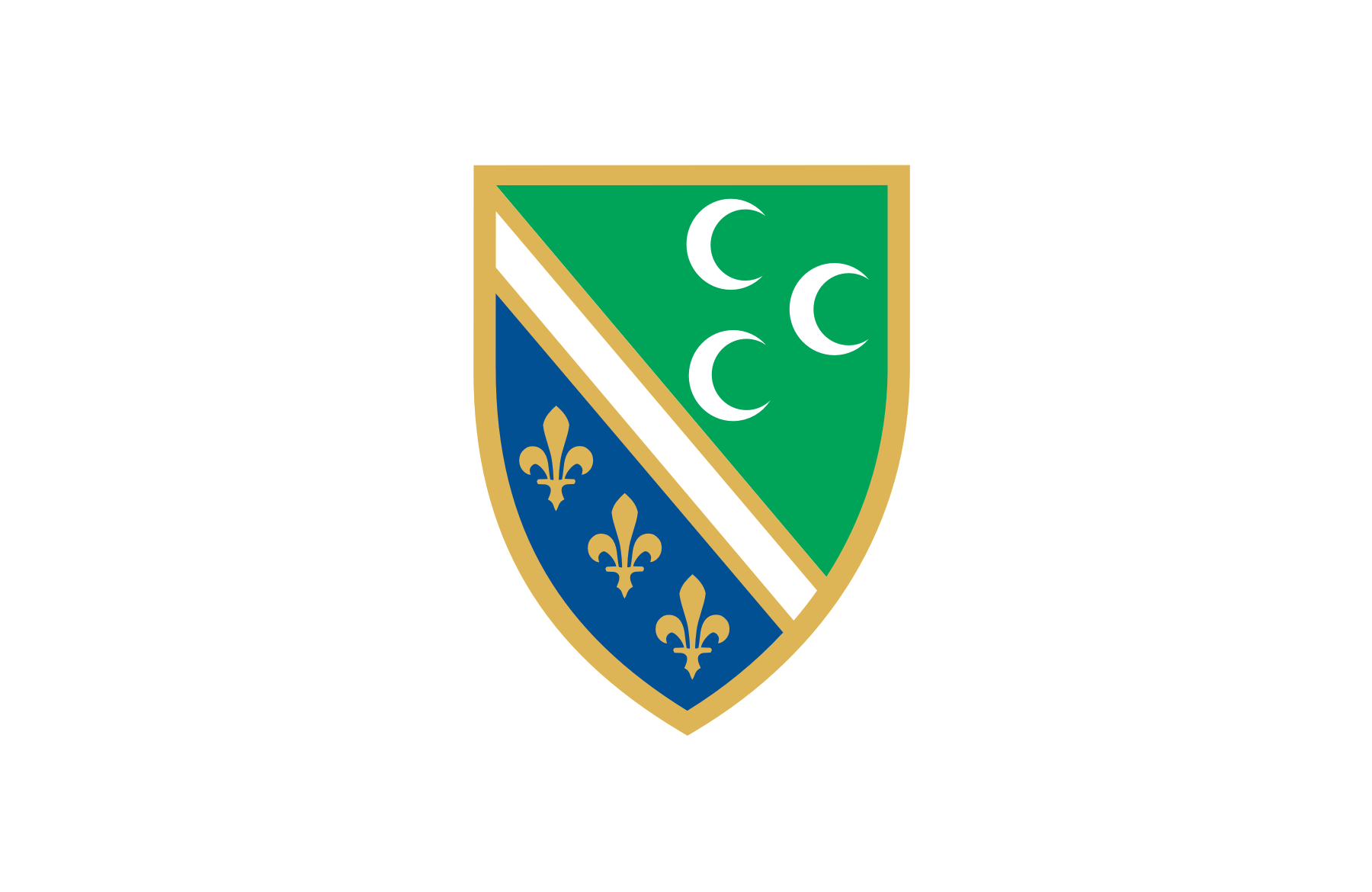
Bandiera dei bosniaci del Sangiaccato

Stemma degli Albanesi di Sangiaccato

Stemma dei bosniaci del Sangiaccato

Nel 1878 il trattato di Berlino concesse all'Austria-Ungheria l'occupazione militare del Sangiaccato, lasciando però l'amministrazione civile agli ottomani; tale occupazione militare durò fino al 1908, quando a seguito dell'annessione della Bosnia, l'Austria ritirò le sue truppe e ne riconsegnò ufficialmente il pieno controllo alla Turchia. Di questa nuova situazione approfittarono presto i giovani stati nazionali slavi dei Balcani.
Nella prima guerra balcanica del 1912, il sangiaccato di Novi Pazar fu preso dai Regno di Serbia e dai Regno del Montenegro. Nella pace di Londra del 1913, la parte maggiore fu assegnata alla Serbia, quella minore al Montenegro. 
Inoltre il sangiaccato di Novi Pazar fu oggetto di un trattato austro-italiano (interpretazione dell'art 7 della Triplice alleanza) nel 1887, nel quale l'Austria-Ungheria prometteva al Regno d'Italia compensi territoriali nel momento in cui avesse annesso a sé questo sangiaccato, cosa che comunque non avvenne. Dopo l'occupazione austriaca, nel 1909, il territorio fu oggetto di un secondo trattato fra Austria e Italia, secondo il quale l'Italia sarebbe stata ricompensata nel caso l'Austria avesse rioccupato il sangiaccato.